# Бенджамін Франклін Буш
Бенджамін Франклін Буш (англ. Benjamin Franklin "Frank" Bush; 21 грудня 1858 — 14 лютого 1937) —американський ботанік та орнітолог. Він був експертом флори округу Джексон, і його довготривалі дослідження рослинності цього ареалу зробили його широко відомим ботанічним регіоном у США.

## Біографія
Буш народився в Колумбусі, штат Індіана в 1858 році. У 1865 році переїхав з матір'ю Генрієттою Буш у графство Джексон, штат Міссурі, і ця місцевість залишилася його домівкою до кінця життя. Згодом Генрієта Буш вийшла заміж за Роберта Б. Тіндалла, флориста, який побудував першу теплицю у Індепенденс, штат Міссурі.
Буш ще молодою людиною розвинув у собі любов до світу природи, досліджуючи захід Міссурі після Громадянської війни. У декількох милях від його будинку були прерії, густі ліси, скелясті галявини, і невеликі струмки, які впадали у річку Міссурі.
У 1886 році Семюел Міллс Трейсі опублікував Flora of Missouri, який був першим каталогом рослин у штаті. Трейсі використав дослідження Буша як основне джерело інформації про рослини графства Джексон та навколишнього регіону.
У 1891–1892 роках Буш допомагає зібрати і підготувати зразки дерев для представлення лісового господарства Міссурі на Світовій Колумбівській виставці в Чикаго. Він також був найнятий ботанічним садом Міссурі для збирання зразків у чотирьох віддалених округах Міссурі: Кларку, Атчісоні, Макдональді та Данкіні.
Поза межами Міссурі він збирав зразки у Арканзасі, Оклахомі та Техасі для дендрарію Арнольда Гарвардського Університету та ботанічного саду в Міссурі. Також він захопився папоротеподібними і опублікував перший список видів папороті у Техасі.

## Спадщина
Буш зібрав та ідентифікував велику кількість рослин, які були новими для науки в ХІХ столітті. Серед них Quercus arkansana, Hamamelis vernalis, Crataegus missouriensis, Callirhoe bushii, Fraxinus profunda та Echinacea paradoxa (пурпурна ехінацея Буша). Він також першим виявив лейтнерію в Міссурі. Раніше вона була виявлена тільки у Флориді і Техасі. Епітет bushii у назві деяких видів рослин додається на його честь.
На сайті Гербарію Університету Північної Кароліни сказано про Буша: «багато тисяч добре підготовлених аркушів з рослинами, зібраних ним, знайшли свій шлях у майже всі гербарії світу, будуть постійним нагадуванням про його роботу; велика кількість рослин, невідомих науці раніше, виявлені та описані ним, а також ті, які описані іншими і носять його ім'я, залишаться йому пам'ятником.»

## Вибрані праці
- Flora of Jackson County (1882)
- Notes on a list of plants collected in Southeastern Missouri in 1893 (1894)
- The trees, shrubs and vines of Missouri (1895)
- The Lespedezas of Missouri (1902)
- The North American species of Chaerophyllum (1902)
- New plants from Missouri (1902)
- The Missouri Saxifrages (1909)
- The genus Euthamia in Missouri (1918)
- The Missouri Artemisias (1928)